# Borgen i Pula
Borgen i Pula (kroatiska: Kaštel u Puli) eller Pulaborgen (Pulski kaštel), även kallad Venetianska fästningen (Mletačka utvrda), är en kulturmärkt fästning och försvarsverk i Pula i Kroatien. Fästningen uppfördes åren 1630–1633 i barockstil enligt ritningar av den franske militäre ingenjören Antoine De Ville som projekterade försvarsverket för Republiken Venedigs räkning. Fästningen ligger centralt i gamla stan och rymmer idag Istriens sjöhistoriska museum.

## Historik och arkitektur
Fästningen är en låg försvarsbyggnad på höjden Kaštel i centrala Pula. Den uppfördes under det venetianska styret på resterna av ett romerskt castrum som i sin tur hade vilat på en äldre histrisk fortifikation. Fästningen uppfördes under det pågående trettioåriga kriget, i en tid präglad av djupgående omvandling av befästningsarkitekturen för att anpassa den till det allt mer destruktiva artilleriet. Under det trettioåriga kriget blev Pula för en kort tid en strategisk defensiv försvarspunkt för venetianarna.
Fästningen var ursprungligen tänkt och uppförd som en rektangulär fortifikation i toskansk stil. Den hade fyra kvadratiska bastioner med plats för 24 kanoner. Som material användes delvis sten från den Stora romerska teatern vid Monte Zaro. Under 1600-talets senare hälft och 1700-talets början skedde flera till- och ombyggnader. År 1703 flyttades fästningens huvudentré som hade en vindbrygga från den södra till den västra sidan.
Efter Venedigs upplösning år 1797 tillföll staden Österrike. Bortsett från det kortvariga franska styret åren 1805–1813 varade det österrikiska styret fram till år 1918. Under den österrikiska administrationen kallades fästningen för sitt tyska namn Hafen Kastell (Hamnborgen, Hamnkastellet). Under 1800-talet lät österrikarna komplettera fästningen med ny bestyckning, fängelse och vakttorn. Den skulle med tiden dock förlora sin betydelse som försvarsverk.